# Alexandre Pavloff
Pour les articles homonymes, voir Pavloff.
Alexandre Pavloff, né à Boulogne-Billancourt en 1974, est un acteur français, sociétaire de la Comédie-Française ancien élève du Conservatoire national supérieur d'art dramatique dans les classes de Madeleine Marion, Daniel Mesguich, Jacques Lassalle.

## Théâtre

### Comédie-Française
- Entrée à la Comédie-Française le 1er juin 1997
- Sociétaire le 1er janvier 2002
- 506e sociétaire

### Comédien
- 1995 : Occupe-toi d'Amélie de Georges Feydeau, mise en scène Roger Planchon, Salle Richelieu
- 1995 : La Thébaïde de Jean Racine, mise en scène Yannis Kokkos, Salle Richelieu
- 1997 : Le Fauteuil à bascule de Jean-Claude Brisville, mise en scène Yves Gasc, Théâtre du Vieux-Colombier
- 1997 : Les Fourberies de Scapin de Molière, mise en scène Jean-Louis Benoit, Salle Richelieu
- 1997-1998 : La Tempête de William Shakespeare, mise en scène Daniel Mesguish, Salle Richelieu
- 1998-1999 : La Cerisaie d'Anton Tchekhov, mise en scène Alain Françon, Salle Richelieu
- 1999-2000 : George Dandin de Molière, mise en scène de Catherine Hiegel, Salle Richelieu
- 1999 : L'École des maris de Molière, mise en scène Thierry Hancisse, Salle Richelieu
- 2000 : L'Avare de Molière, mise en scène Andrei Serban, Salle Richelieu
- 2000 : Le Bourgeois gentilhomme de Molière, mise en scène Jean-Louis Benoit, Salle Richelieu
- 2001-2003 : Le Malade imaginaire de Molière, mise en scène Claude Stratz, Salle Richelieu
- 2001 : La Mère confidente de Marivaux, mise en scène Sandrine Anglade, Théâtre du Vieux-Colombier
- 2001 : Le Langue-à-langue des chiens de roche de Daniel Danis, mise en scène Michel Didym, Théâtre du Vieux-Colombier
- 2002 : Amphitryon de Molière, mise en scène Anatoli Vassiliev, Salle Richelieu
- 2003 : Quatre quatuors pour un week-end de Gao Xingjian, mise en scène Gao Xingjian, Théâtre du Vieux-Colombier
- 2003 : Monsieur de Pourceaugnac de Molière, mise en scène Philippe Adrien, Théâtre du Vieux-Colombier
- 2003 : Homebody/Kabul de Tony Kushner, mise en scène Jorge Lavelli, Théâtre du Vieux-Colombier
- 2003-2005 : Britannicus de Jean Racine, mise en scène Brigitte Jaques-Wajeman, Théâtre du Vieux-Colombier
- 2004 : Le Privilège des chemins de Fernando Pessoa, mise en scène Éric Génovèse, Studio-Théâtre
- 2005 : Le Début de l'A. de Pascal Rambert, mise en scène Pascal Rambert, Studio-Théâtre
- 2005-2006 : Le Malade imaginaire de Molière, mise en scène Claude Stratz, Salle Richelieu
- 2005-2006 : Le Cid de Pierre Corneille, mise en scène Brigitte Jacques-Wajeman, Salle Richelieu
- 2006 : L'Espace furieux de Valère Novarina, mise en scène Valère Novarina, Salle Richelieu
- 2007 : Les Sincères de Marivaux, mise en scène Jean Liermier, Studio-Théâtre
- 2008 : Jacques Copeau, pensées de Jacques Copeau, mise en scène Jean-Louis Hourdin, Théâtre du Vieux-Colombier
- 2008 : Bonheur ? d'Emmanuel Darley, mise en scène Andrés Lima, Théâtre du Vieux-Colombier
- 2009 : Pur de Lars Norén, mise en scène Lars Norén, Théâtre du Vieux-Colombier
- 2008-2009 : Le Voyage de monsieur Perrichon d'Eugène Labiche, mise en scène Julie Brochen, Théâtre du Vieux-Colombier
- 2010-2011 : Les Joyeuses Commères de Windsor de William Shakepseare, mise en scène Andrés Lima, Salle Richelieu
- 2010 : Mystère, Bouffe et Fabulages (version 1) de Dario Fo, mise en scène Muriel Mayette-Holtz, Salle Richelieu
- 2010 : Mystère, Bouffe et Fabulages (version 2) de Dario Fo, mise en scène Muriel Mayette-Holtz, Salle Richelieu
- 2010-2011 : Les Habits neufs de l'empereur de Hans Christian Andersen, mise en scène Jacques Allaire, Studio-Théâtre
- 2011-2014 : Le Malade imaginaire de Molière, mise en scène Claude Stratz, Salle Richelieu
- 2011-2013 : Le Jeu de l'amour et du hasard de Marivaux, mise en scène Galin Stoev, Salle Richelieu
- 2014 : La Maladie de la mort de Marguerite Duras, mise en scène Muriel Mayette-Holtz, Théâtre du Vieux-Colombier
- 2015 : Les Estivants de Maxime Gorki, mise en scène Gérard Desarthe, Salle Richelieu
- 2015-2016 : Le Père d'August Strindberg, mise en scène d'Arnaud Desplechin, Salle Richelieu
- 2016-2017 : Lucrèce Borgia de Victor Hugo, mise en scène Denis Podalydès, Salle Richelieu
- 2016 : Cabaret Léo Ferré, mise en scène Claude Mathieu, Studio-Théâtre
- 2016-2017 : Les Damnés d'après Luchino Visconti, mise en scène Ivo von Hove, Festival d'Avignon et Salle Richelieu
- 2017 : Une vie de Pascal Rambert, mise en scène Pascal Rambert, Théâtre du Vieux-Colombier
- 2017-2018 : Après la pluie de Sergi Belbel, mise en scène Lilo Baur, Théâtre du Vieux-Colombier
- 2018 : Les Ondes magnétiques de David Lescot, mise en scène David Lescot, Théâtre du Vieux-Colombier
- 2021 : Les Démons de Fiodor Dostoïevski, mise en scène Guy Cassiers, Salle Richelieu
- 2022 : Dom Juan de Molière, mise en scène Emmanuel Daumas, Théâtre du Vieux-Colombier
- 2022 : Gabriel d'après George Sand, mise en scène Laurent Delvert, Théâtre du Vieux-Colombier
- 2024 : Les Démons de Fiodor Dostoïevski, mise en scène Guy Cassiers, Salle Richelieu
- 2025 : L'Intruse et les aveugles de Maurice Maeterlinck, mise en scène Tommy Milliot, Théâtre du Vieux-Colombier

### Hors Comédie-Française
- 1996 : Les Chiens de conserve de Roland Dubillard, mise en scène Catherine Marnas, La Passerelle Gap, Théâtre 13

## Filmographie
- 2011 : La Délicatesse de David Foenkinos et Stéphane Foenkinos
- 2022 : Frère et Sœur d'Arnaud Desplechin